# 刘集乡 (颍上县)
刘集乡，是中华人民共和国安徽省阜阳市颍上县下辖的一个乡镇级行政单位。

## 行政区划
刘集乡下辖以下地区：
刘集社区、江溜村、汪郢村、中心沟村、牛犊湾村、苏杨村、苏家屯村、三优集村、叶井村、葛圩村、藕塘村、汪岗村和甘罗村。